# Wirtschaftsethik
Gegenstand der Wirtschaftsethik ist die Reflexion ethischer Prinzipien im Rahmen wirtschaftlichen Handelns und ihre Anwendung auf diesen Bereich. Als zentrale Werte gelten dabei Humanität, Solidarität und Verantwortung. Die Rechtfertigung wirtschaftsethischer Normen kann sich aus den Folgen wirtschaftlichen Handelns auf andere Menschen und die Umwelt ergeben oder aus der Frage, welche Normen an sich als richtig angesehen werden können. Gängige Maßstäbe für die Rechtfertigung sind soziale Gerechtigkeit und Nachhaltigkeit. Dabei ist es nicht Aufgabe der Wirtschaftsethik, Handlungsanweisungen auszuarbeiten. Ihre Funktion ist vielmehr die einer Orientierungshilfe für aktuelle Debatten durch Reflexion, Methoden und kritische Analyse.

Für die Wirtschaftsethik bedarf es eines interdisziplinären Diskurses, an dem Philosophen und Ökonomen, aber auch andere Sozialwissenschaftler und Theologen beteiligt sind. Grundsätzlich gibt es dabei eine praktische Ebene, auf der konkrete Fragestellungen geklärt und praktisches Verhalten beurteilt werden, sowie eine theoretische Ebene, auf der ökonomische Theorien ethisch beurteilt werden und diskutiert wird, welcher Zusammenhang zwischen Ethik und Wirtschaft besteht und wie dieser Zusammenhang gestaltet werden kann oder sollte.

Eine weitere wichtige Unterscheidung ist die zwischen Individual- und Sozial- respektive Institutionenethik, also der Verantwortung des Einzelnen gegenüber der Verantwortung von Unternehmen, Gruppen, Verbänden, der Politik oder der gesamten Gesellschaft. Wirtschaftsethik befasst sich damit, wie ökonomisch Handelnde moralische Fragen analysieren, bearbeiten und entscheiden.

## Abgrenzung
Die Theorien und Aussagen zur Wirtschaftsethik sind uneinheitlich und je nach Sicht auch gegensätzlich. Dies liegt am normativen Charakter wirtschaftsethischer Aussagen sowie an der Unterschiedlichkeit der zugrunde liegenden ethischen und ökonomischen Theorien. Hinzu kommt, dass der Gegenstand oder die Methoden der Wirtschaftsethik unterschiedlich aufgefasst werden. So ist sie abzugrenzen von der politischen Ökonomie, die sich mit dem Handeln des Staates unter ethischen Gesichtspunkten und den Funktionsprinzipien ganzer Volkswirtschaften befasst.
Im deutschsprachigen Raum unterscheidet man zwischen Wirtschaftsethik und Unternehmensethik, die sich speziell mit wirtschaftsethischen Fragen aus der Perspektive einzelner Unternehmen befasst. In der Unternehmensethik wird zum einen das Verhältnis zur Umwelt des Unternehmens behandelt, also zum Markt, zu Kunden und Gesellschaft, zum anderen innerbetriebliche Fragen wie Entlohnung, Umweltschutz, Mitbestimmung und Betriebsklima. Im englischsprachigen Raum wird „Business Ethics“ seit längerem als Fach an Hochschulen gelehrt. Trotz großer Überschneidungen liegt der Fokus der englischsprachigen Diskussion stärker auf anwendungsbezogenen und empirischen Fragestellungen.

## Begriff
Die gemeinsame Abhandlung wirtschaftlicher und ethischer Fragen geht bis in die antike griechische Philosophie zurück und findet sich auch in den Ursprungstexten der verschiedenen Religionsgemeinschaften. Historisch erstmals verwendet wurde der Begriff der Wirtschaftsethik bei Ignaz Seipel im Jahr 1907 im Rahmen der katholischen Soziallehre.
Den Anstoß zu einer eigenständigen sozialwissenschaftlichen Disziplin gab Max Weber mit seinem umfangreichen Werk „Die Wirtschaftsethik der Weltreligionen“. Weber verstand unter Wirtschaftsethik „die in den psychologischen und pragmatischen Zusammenhängen der Religionen gegründeten praktischen Antriebe zum Handeln.“ Er hob bereits die Eigenständigkeit als Theoriebereich hervor: „Die Wirtschaftsethik ist keine einfache ‚Funktion’ der wirtschaftlichen Organisationsformen, ebenso wenig wie sie umgekehrt diese eindeutig aus sich heraus prägt.“
Im Gegensatz zur allgemeinen Ethik bezieht sich die Wirtschaftsethik auf die Arbeitswelt, einen einzelnen, konkreten Lebensbereich, auch wenn dieser eine gewisse Unschärfe hat. Ethik wird dabei häufig verstanden als Theorie der Moral, die ihrerseits die in der Praxis vorhandenen normativen Einstellungen und Handlungen bezeichnet. Wirtschaftsethik ist sowohl Teil der Sozialphilosophie als auch Teil der Wirtschaftsphilosophie. Methodisch unterscheidet man deskriptive Wirtschaftsethik, die sich mit den vorhandenen moralischen Phänomenen und tatsächlichem Verhalten in der Wirtschaft auseinandersetzt, von der normativen Wirtschaftsethik, die sich mit präskriptiven Aussagen und deren Rechtfertigung inhaltlich befasst. Hier werden Fragen nach den Maßstäben guten Handelns, sozialer und globaler Gerechtigkeit, Solidarität, Subsidiarität, Anerkennung der Person und der Menschenwürde diskutiert. Davon noch einmal zu unterscheiden ist die metatheoretische Wirtschaftsethik, in der die Begrifflichkeiten wie Rationalität oder Nutzen, die Werturteilsfreiheit und die Logik der Argumentationsansätze einschließlich der Frage, ob eine Wirtschaftsethik überhaupt möglich ist, diskutiert werden.
In der Diskussion über die Wirtschaftsethik haben sich drei Verständnisarten des Begriffs entwickelt:
- Ethik der Wirtschaft – als normative Bestimmung des wirtschaftlichen Systems
- Ethik in der Wirtschaft – als Bestimmung dessen, ob und wie ethische Normen durch die ökonomisch Handelnden anzuwenden sind
- Ökonomie der Ethik – als Anwendung ökonomischer Methoden auf den Bereich der Ethik

Je nach Untersuchungsgegenstand unterscheidet man weiterhin nach einer
- Makroebene: Aussagen über ethische Prinzipien in einer Gesellschaft und ganzer Wirtschaftssysteme zum Beispiel in Hinblick auf die Rolle des Eigentums oder öffentlicher Güter, Markt- oder Planwirtschaft oder Fragen der Umverteilung durch Steuern und Abgaben
- Mesoebene: Betrachtung von Unternehmen und einzelnen Institutionen wie Gewerkschaften und Verbänden und den indirekten Wirkungen bei kooperativem Handeln
- Mikroebene: Untersuchung der Handlungen einzelner Individuen vor allem in Hinblick auf Verantwortlichkeiten

## Grundfragen der Wirtschaftsethik

### Rationalität
Als rational gilt eine Handlung, wenn man mit ihr ein bestimmtes Ziel nach eigener Überzeugung und auf der Grundlage einer in sich stimmigen (kohärenten) Argumentation bestmöglich erreichen kann. Probleme des Rationalitätsbegriffs liegen darin, dass unterschiedliche Werthaltungen, verschiedene, zum Teil gegenläufige Ziele sowie voneinander abweichende Methoden schon für einzelne Personen, vor allem aber für Gruppen und gesellschaftliche Institutionen zu Konflikten führen können, für die es keine eindeutige Lösung gibt. Solche Zielkonflikte sind in der Fragestellung der Wirtschaftsethik aufgrund der Gegenüberstellung von Ethik einerseits und Ökonomie andererseits schon im Ansatz zugrunde gelegt.
Ökonomische Rationalität wird üblicherweise als reine Zweck-Mittel-Rationalität verstanden, die dem ökonomischen Prinzip folgt, wonach man mit vorhandenen Mitteln einen maximalen Nutzen erzielen oder ein bestimmtes Ziel mit minimalem Aufwand verwirklichen möchte. Die Konzentration auf eine rein instrumentelle Rationalität führt zu einem ethischen Egoismus, der andere Wertebenen (Gemeinschaft, Solidarität, Freiheit und Gerechtigkeit) und Zielsysteme (Sinn des Lebens, Frieden, Religion) ausblendet. Ökonomen betonen zumeist, dass solche Betrachtungen lediglich als Modell zur Entwicklung ökonomischer Theorien dienten und damit keineswegs eine anthropologische Sicht vertreten werde.
Ein Ausklammern ethischer Prinzipien aus den unmittelbar auf den Markt gerichteten Handlungen wird häufig mit dem Hinweis auf die „Gesetze des Marktes“ und auf Sachzwänge, die für das Überleben im Markt unausweichlich seien, begründet. So vertraten Ludwig Erhard und Alfred Müller-Armack, die Mitbegründer der Sozialen Marktwirtschaft, die These: „Wirtschaften an sich ist frei von moralischem Gehalt“. Diesen Mechanismus hat bereits Max Weber plastisch beschrieben:
„Die heutige kapitalistische Wirtschaftsordnung ist ein ungeheurer Kosmos, in den der einzelne hineingeboren wird und der für ihn, wenigstens als einzelnen, als faktisch unabänderliches Gehäuse, in dem er zu leben hat, gegeben ist. Er zwingt den einzelnen, soweit er in den Zusammenhang des Marktes verflochten ist, die Normen seines wirtschaftlichen Handelns auf. Der Fabrikant, welcher diesen Normen dauernd entgegenhandelt, wird ökonomisch ebenso unfehlbar eliminiert, wie der Arbeiter, der sich ihnen nicht anpassen kann oder will, als Arbeitsloser auf die Straße gesetzt wird.“
Kritiker halten dagegen, dass derartige Modelle wie das des Homo oeconomicus keine ausreichenden Erklärungsmöglichkeiten für wirtschaftliches, zweckrationales Handeln böten, da dieses wesentlich durch Werte und soziale Normen mitbestimmt sei. Zudem vernachlässigten Theorien, die allein auf ökonomischer Rationalität beruhen, negative Nebenwirkungen derart bestimmter Handlungen auf andere Lebensbereiche wie die Umwelt oder gesellschaftliche Strukturen. Carl Amery stellte die Ökonomisierung aller Lebensbereiche durch die Erhebung des Kapitalismus zur Ersatzreligion fest. Dies führe zu einem „alles durchdringenden Ökonomismus, der nur noch gelten lässt und nur noch hervorbringt, was sich rechnet, und alles verhindert und zerstört, was sich nicht rechnet“.

### Werte und Wissenschaft
In der Geschichte der ökonomischen Theorien wurde die Frage, ob und inwieweit Werte im Rahmen der Theoriebildung eine Rolle spielen (sollten), mehrfach kontrovers diskutiert.
Besonders bekannt geworden ist der Methodenstreit der Nationalökonomie, in dem es darum ging, ob für die ökonomische Theoriebildung eine historische Analyse Voraussetzung ist, aus der erst Systematiken und Gesetzmäßigkeiten induktiv abgeleitet werden können. Diese Position vertrat vor allem Gustav von Schmoller, der führende Vertreter der jüngeren historischen Schule der Nationalökonomie, der zugleich ein steuerndes Eingreifen des Staates in das Wirtschaftsgeschehen befürwortete. Auf der anderen Seite standen Carl Menger und weitere Vertreter der sich im Zuge der Debatte herausbildenden Österreichischen Schule, die die Auffassung vertraten, dass es für den Bereich der Wirtschaft durch Analyse des individuellen menschlichen Handelns möglich ist, ohne historische Bezüge deduktiv allgemeingültige und unveränderliche Marktgesetze herzuleiten. Verbunden mit dieser Sicht war die Forderung nach freien, vom Staat möglichst unbeeinflussten Märkten.
Schon Friedrich Nietzsche hatte in seiner Schrift Vom Nutzen und Nachteil der Historie für das Leben auf die möglichen Auswirkungen einer Veränderung von Werten hingewiesen:
„[…] so soll es Niemanden Wunder nehmen, wenn das Volk am egoistischen Kleinen und Elenden, an Verknöcherung und Selbstsucht zugrunde geht, zuerst nämlich auseinanderfällt und aufhört Volk zu sein: an dessen Stelle dann vielleicht Systeme von Einzelegoismen, Verbrüderungen zum Zweck raubsüchtiger Ausbeutung der Nicht-Brüder und ähnliche Schöpfungen utilitaristischer Gemeinheit auf dem Schauplatz der Zukunft auftreten werden.“
Schmoller hingegen trat für eine Verbesserung der sozialen Lage ein, gehörte zu den Mitbegründern des Vereins für Socialpolitik und zu den Kathedersozialisten, die die preußischen Sozialreformen maßgeblich beeinflussten. Nach seiner Vorstellung muss Wissenschaft auch Aussagen darüber machen, auf welche Weise gesellschaftliche Werte befördert werden können, damit sich Parteien und Klassen annähern, um Revolutionen zu vermeiden.
Zu Beginn des 20. Jahrhunderts kam es dann innerhalb des Vereins für Socialpolitik zur zweiten bekannten Kontroverse, dem Werturteilsstreit. Vor allem Max Weber und Werner Sombart kritisierten die Position Schmollers. Nach ihrer Auffassung sind Werte (Ziele) und die Ergebnisse der empirischen Forschung klar zu trennen. Aufgabe der Erfahrungswissenschaften ist es, Sachverhalte aufzuzeigen und auf deren Konsequenzen hinzuweisen, niemals aber „bindende Normen und Ideale zu ermitteln, um daraus für die Praxis Rezepte ableiten zu können.“ Die Festlegung der Ziele ist Aufgabe der Politik.
Eine erneute, ähnliche Kontroverse fand im Positivismusstreit zwischen Vertretern des kritischen Rationalismus und der Frankfurter Schule in den 1960er Jahren statt. Dabei ging es vor allem um die Objektivität elementarer Beobachtungsdaten einerseits und die wissenschaftliche Notwendigkeit, die Gesellschaft als Totalität zu erfassen, andererseits. Dass wissenschaftliche Theorien notwendig Werturteile enthalten, war für beide Seiten kein Streitpunkt.

### Das Verhältnis von Ethik und Ökonomie
Viele wirtschaftsethische Positionen hängen davon ab, wie sie das Verhältnis von Ethik und Ökonomie bestimmen. Beides sind Theorien vom menschlichen Handeln. In der Ethik steht die Frage nach dem Sinn und nach einem guten Leben sowie den richtigen Beziehungen der Menschen im Vordergrund. Die Ökonomie setzt vor allem auf eine bestmögliche Erfüllung des Eigennutzes und stellt das Verhältnis von individuellem Nutzen den entsprechenden Kosten gegenüber. Hieraus ergeben sich regelmäßig Zielkonflikte. Das zu lösende Problem beinhaltet die Frage, ob die ethischen Ziele oder die ökonomischen Ziele einen Vorrang besitzen. Annemarie Pieper unterscheidet drei Positionen, die zur Bewertung des Verhältnisses von moralischen und wirtschaftlichen Handlungen eingenommen werden können:
(1) Moralität und Ökonomie sind zwei Aspekte ein und derselben Handlungsstruktur.

(2) Moralische Handlungen und wirtschaftliche Handlungen bilden zwei voneinander getrennte, selbständige Klassen von Handlungen, die unabhängig voneinander untersucht werden können.

(3) Wirtschaftliche Handlungen bilden eine eigene Klasse von Handlungen, die aber gleichwohl dem Prinzip der Moralität verpflichtet sind.
Als Theorie des Typus (1) betrachtet Pieper zum einen Aristoteles, für den jede Handlung vorrangig unter dem Prinzip eines gelingenden Lebens und der Orientierung an Tugenden als dem höchsten Gut des Menschen steht (Nikomachische Ethik, I, 6). Praxis bedeutete für Aristoteles die Einheit von Ethik, Politik und Ökonomie. Reines Streben nach Reichtum sah er als widernatürlich an (Politik, I, 9). Ähnlich gilt für den Utilitarismus, dass jede Handlung einen Aspekt des Nutzens und damit eine moralische Wirkung in sich trägt. Pieper zitiert Mill: „Die Auffassung, für die die Nützlichkeit oder das Prinzip des größten Glücks die Grundlage der Moral ist, besagt, dass Handlungen insoweit und in dem Maße moralisch sind, als sie die Tendenz haben, Glück zu befördern.“ Während bei Aristoteles Ethik und Ökonomik zwei Perspektiven auf eine Handlung bieten, sind sie für den Utilitaristen im Maßstab des Nutzens vereint. Der ethische und der ökonomische Wert einer Handlung sind identisch.
Dem zweiten Typus sortiert Pieper die Physiokraten zu, die eine eigene von der Moral unabhängige Kreislauftheorie der Wirtschaft entwickelt haben. Ebenso rechnet sie Adam Smith dieser Kategorie zu, da der Markt bei ihm ein selbstregulierendes System bildet, auch wenn dieses einen Rahmen durch die Regierung erhalten muss. Sympathie und Moral bestimmen bei Smith nach Auffassung von Pieper eine eigene Klasse von Handlungen. Auch die ökonomische Theorie von Marx und Friedrich Engels ist nach Pieper diesem Typus zuzuordnen. Deren Werttheorie, die Kritik der Entfremdung, des Eigentums und der Herrschaftsverhältnisse basiert nicht auf einer moralischen Theorie, sondern die ökonomische Entwicklung wird als notwendiger, dialektischer Prozess in der Geschichte gedacht.
Als dritten Typ beschreibt Pieper schließlich die Prinzipienethik, die sich von Kant herleitet und ihren Niederschlag zum Beispiel in der Theorie der Gerechtigkeit von John Rawls oder in der Diskursethik (Apel/Habermas) gefunden hat.
Fast alle denkbaren Antworten zum Verhältnis von Ethik und Ökonomie sind auch in den neueren wirtschaftsethischen Konzepten zu finden, die im Folgenden thesenartig und verkürzt angesprochen werden:
- Ökonomie ist ein System mit eigenen Sachzwängen, bei dem ethisches Handeln zu Nachteilen führt. Ethik ist ein eigenständiger Diskurs, der sich in den Rahmenbedingungen auswirken muss. (Karl Homann[18])
- Ethik dient der Horizonterweiterung und Funktionsoptimierung der Ökonomie. Ethik ist auf die Rahmenordnung und die Individualethik begrenzt. (Bruno Molitor[19])
- Ökonomie und Ethik sind eigenständige Bereiche, die ihre Konflikte kooperativ in einem Dialog lösen müssen. Die Verbesserung der Moral erfolgt durch eine Stärkung der Tugenden. (Horst Steinmann[20])
- Ökonomie und Ethik sind sich wechselseitig durchdringende und korrigierende Systeme. Es bedarf der Ethik, um Marktversagen zu korrigieren. Andererseits beeinflusst ökonomisches Wissen ethische Positionen. (Peter Koslowski[21])
- Zwischen Ökonomie und Ethik besteht eine unauflösbare Spannung, die nur durch angemessene Anreizsysteme ausgeglichen werden kann. (Josef Wieland[22])
- Ethik gibt der Ökonomie die Forderung nach Chancengerechtigkeit vor. Ethische Forderungen müssen aber auch die ökonomischen Konsequenzen beachten. (Amartya Sen[23])
- Wirtschaft ist nur ein Teilbereich des gesamten Lebens und daher den höherrangigen Werten der Ethik untergeordnet. Ethik muss aber die elementaren wirtschaftlichen Notwendigkeiten in Rechnung stellen. (Oswald von Nell-Breuning[24])
- Ökonomie muss einem humanen Leitbild der Ethik folgen. Urheber, Mittelpunkt und Ziel aller Wirtschaft ist der Mensch.[25] Das Gemeinwohl ist gegenüber den Sonderinteressen Einzelner vorrangig. (Joseph Höffner[26])
- Ethik ist der Ökonomie vorgelagert und dient der Begrenzung des ökonomischen Rationalitätsprinzips. Probleme, die sich aus der Ökonomie ergeben, sind durch Diskurs zu lösen. (Peter Ulrich[27])
- Ökonomie ist ein Teilgebiet der Ethik und hat sich der umfassenderen Handlungs- und Gütertheorie der Ethik unterzuordnen. Die Anwendung ökonomischer Prinzipien wie der Nutzenmaximierung ist nur im Rahmen ethischer Zielsetzungen zulässig. (Eilert Herms[28])

Joseph Ratzinger verweist darauf, dass in der Diskussion um die Wirtschaftsethik häufig Vertreter zu finden sind, die entweder aus dem Bereich der Philosophie stammen oder den Wirtschaftswissenschaften angehören. Dabei kommt es oft zu Missverständnissen, weil die fachlichen Kenntnisse des jeweils anderen Bereiches nicht ausreichend sind. „Eine Moral, die dabei die Sachkenntnis der Wirtschaftsgesetze überspringen zu können meint, ist nicht Moral, sondern Moralismus, also das Gegenteil von Moral“.
Niklas Luhmann war skeptisch, ob überhaupt eine Wirtschaftsethik aus wissenschaftstheoretischer Sicht begründbar ist. Er merkte ironisierend an:
„Die Sache hat einen Namen: Wirtschaftsethik. Und ein Geheimnis, nämlich ihre Regeln. Aber meine Vermutung ist, dass sie zu der Sorte von Erscheinungen gehört wie auch die Staatsräson oder die englische Küche, die in der Form eines Geheimnisses auftreten, weil sie geheim halten müssen, dass sie gar nicht existieren.“

## Themenfelder der Wirtschaftsethik
Die in der Praxis von einer Wirtschaftsethik inhaltlich zu beurteilenden Fragen weisen eine ungeheure Vielfalt auf. Die Themen betreffen unter anderem Armut, Hunger und Durst, Kindersterblichkeit, Verletzung der Menschenrechte, Bevölkerungswachstum, Arbeitslosigkeit, Seuchen, Migration und Vertreibung, Umweltzerstörung, Klimawandel, Energiemangel, Korruption, Kinderarbeit, Prostitution, Tierschutz (Robbenjagd, Überfischung, Elfenbein), Drogenanbau und -konsum, Kriege (auch von Warlords), organisierte Kriminalität, Fundamentalismus, Terrorismus. Im Folgenden können nur einige Themenfelder von grundlegender Bedeutung näher angesprochen werden.

### Selbstverantwortung in Sozial- und Wohlfahrtsstaat

#### Sozialstaat
In Deutschland ist das Prinzip des Sozialstaates im Grundgesetz festgelegt: „Die verfassungsmäßige Ordnung in den Ländern muss den Grundsätzen des republikanischen, demokratischen und sozialen Rechtsstaates im Sinne dieses Grundgesetzes entsprechen.“ (Art. 28 Abs. 1 Satz 1 GG). Unter Sozialstaat versteht man die Gesamtheit staatlicher Einrichtungen, Steuerungsmaßnahmen und Normen, um das Ziel zu erreichen, Lebensrisiken und negative soziale Folgewirkungen abzufedern. Mit dieser Bestimmung ist allerdings eine inhaltliche Ausgestaltung noch offen. Häufig wird Sozialstaat mit Wohlfahrtsstaat gleichgesetzt. Für die Ausgestaltung der wirtschaftlichen Verhältnisse einer Gesellschaft besteht aber materiell ein wesentlicher Unterschied in den Begriffen. Während der Sozialstaat sicherstellen soll, dass den Menschen in Notlagen, denen sie aus eigener Kraft nicht mehr gewachsen sind, Hilfe geleistet wird, beinhaltet der Wohlfahrtsstaat Leistungen, die das soziale, materielle und kulturelle Wohlergehen der Bürger aktiv befördert. Beim Begriff des Sozialstaates geht man grundsätzlich von der Selbstverantwortung des Bürgers aus. Der Staat greift nur ein, wenn der Bürger seine Selbstverantwortung nicht mehr in ausreichendem Maß wahrnehmen kann (Subsidiarität).

#### Wohlfahrtsstaat
Im Wohlfahrtsstaat wird ein Teil des Bereiches der Selbstverantwortung durch Fürsorgemaßnahmen des Staates ersetzt. Der aktive Eingriff des Staates in das Leben der Bürger ist auch unter ethischen Gesichtspunkten umstritten. Wilhelm Röpke, einer der „Väter der Sozialen Marktwirtschaft“, betrachtete den Wohlfahrtsstaat als eine Fortsetzung des (damaligen) Sozialismus mit anderen Mitteln: „Der Wohlfahrtsstaat von heute ist nicht ein bloßer Ausbau der alten Einrichtungen der Sozialversicherung und Sozialfürsorge, wie sie etwa in Deutschland durch Bismarck geschaffen worden waren. Er ist inzwischen in immer mehr Ländern zu einem Instrument der sozialen Revolution geworden, deren Ziel die möglichst vollkommene Gleichheit der Einkommen und Vermögen […] ist.“ Und auch Ludwig Erhard warnte: „Dieser Drang und Hang ist mehr als alles andere geeignet, die echten menschlichen Tugenden: Verantwortungsfreudigkeit, Nächsten- und Menschenliebe, das Verlangen nach Bewährung, die Bereitschaft zur Selbstvorsorge und noch vieles Gute mehr allmählich aber sicher absterben zu lassen – und am Ende steht vielleicht nicht die klassenlose, wohl aber die seelenlos mechanisierte Gesellschaft.“

### Wirtschaftsordnung
Wirtschaftsordnungen werden politisch bestimmt. „Die Frage der Wirtschaftsordnung steht in unlösbarem Zusammenhange mit der politischen und Gesamtlebensordnung, die wir erstreben. Es gilt heute Klarheit darüber zu gewinnen, wie wenig es möglich ist, die Ideale menschlicher Freiheit und persönlicher Würde zu verwirklichen, sofern die wirtschaftliche Ordnung, die wir wählten, dem widerspricht.“ Das Spektrum der Varianten reicht nach dem Freiburger Ordoliberalismus von der reinen Zentralverwaltungswirtschaft bis hin zur reinen Marktwirtschaft. Aus wirtschaftsethischer Perspektive wird dabei diskutiert, inwieweit die verschiedenen Ausprägungen zum Wohl der Menschen beitragen und die Soziale Gerechtigkeit unterstützen. Unterschiedliche Bewertung findet die Rolle eines „aktiven Staates“ im Wirtschaftsprozess. Wilhelm Röpke warnt vor staatlichen Eingriffen: „Die immense Gefahr dieses kranken Pluralismus besteht also darin, dass die Interessengruppen den Staat begehrend umlagern – als die modernen Freier der Penelope. Je weiter die Grenzen der Kompetenz des Staates gezogen werden und je größer seine Macht ist, umso interessanter wird er als Objekt dieses Begehrens.“ Dagegen steht die These: „Je stärker ein Sozialstaat den wirtschaftlichen Austausch reguliert, je mehr sozialrechtliche Gesetze er erlässt und je intensiver er die Einkommen umverteilt, desto eher ist es sozial und wirtschaftlich benachteiligten Personen möglich, frei von der notdürftigen Unterstützung anderer Privatpersonen und der ständigen Angst vor dem sozialen Abstieg das eigene Leben bis zu einem gewissen Ausmaß selbstbestimmt gestalten zu können.“ Für Ludwig Erhard war die Marktwirtschaft sozial, weil die Bürger nicht auf Zuweisungen des Staates, auf das Wohlwollen von Parteien, auf die Bevormundung durch Organisationen oder auf die fürsorgende Einvernahme von Volksgemeinschaften angewiesen sind. Oskar Lafontaine hingegen begründet wohlfahrtsstaatliche Maßnahmen mit der Folge von Einkommensunterschieden: „Je größer die Unterschiede bei Einkommen und Vermögen sind, umso größer ist die Zahl derjenigen, deren soziale Lage sie nicht zu einem freien und selbstbestimmten Leben befähigt.“ Unter dem Stichwort Wohlfahrtskapitalismus wird diskutiert, inwieweit auch einzelne Unternehmen direkt zur sozialen Gerechtigkeit beitragen sollten.

### Eigentum
Nach Thomas von Aquin ist Eigentum nicht durch Naturrecht zu begründen: „Alles, was gegen das Naturrecht ist, ist unerlaubt. Nach dem Naturrecht aber sind alle Dinge Gemeinbesitz; dieser Gemeinsamkeit aber widerspricht der Eigenbesitz. Also ist es dem Menschen nicht erlaubt, sich eine äußere Sache anzueignen.“ (II/II, q. 66, a. 2, 1.) Eigentum ist aber dennoch zulässig und zwar aus dem Vernunftrecht heraus: „Deshalb ist der Eigenbesitz nicht gegen das Naturrecht, sondern wird dem Naturrecht hinzugefügt auf Grund der Findung durch die menschliche Vernunft.“ (II/II, q. 66, a. 2, ad 1.) Thomas nennt drei Vernunftgründe für das Eigentum: Zum einen führt Eigentum zu einer höheren Sorgfalt gegenüber den Sachen. Zum zweiten regelt Eigentum eindeutig die Zuständigkeiten. Und schließlich gewährleistet eine Eigentumsordnung Rechtssicherheit. Da Eigentum dem Naturrecht nach göttlich ist, ist das irdische Eigentum dem Gemeinwohl verpflichtet und es besteht eine strenge Pflicht zum Geben von Almosen.
Nach John Locke entsteht Eigentum einerseits durch ursprüngliche Okkupation von Grund und Boden sowie des Wertes der eignen Arbeit andererseits. Eigentum hat eine grundlegende Funktion für die Staatsbildung: „Das große und hauptsächliche Ziel also, um dessen willen Menschen sich zu einem Staatswesen vereinigen und sich unter eine Regierung stellen, ist die Erhaltung des Eigentums.“
Eine ähnliche Bewertung findet sich in der französischen Revolution: „Da das Eigentum ein unverletzliches und heiliges Recht ist, kann es niemandem entzogen werden, es sei denn, dass dies die gesetzlich festgelegte öffentliche Notwendigkeit offensichtlich fordert, und dass eine gerechte und vorherige Entschädigung geleistet wird.“ (Artikel 17 der Erklärung der Menschen- und Bürgerrechte).
Für den Frühsozialisten Pierre-Joseph Proudhon hingegen galt: „Eigentum ist Diebstahl“. Eigentum war für Marx und Engels Ursache der Entfremdung und der Ausbeutung des Arbeiters: „Das Kapital hat die Bevölkerung agglomeriert, die Produktionsmittel zentralisiert und das Eigentum in wenigen Händen konzentriert. Die Arbeiter, die sich stückweise verkaufen müssen, sind eine Ware wie jeder andere Handelsartikel und daher gleichmäßig allen Wechselfällen der Konkurrenz, allen Schwankungen des Marktes ausgesetzt.“ Sie sahen daher im Kommunismus vor allem ein Projekt zur „Aufhebung des Privateigentums“.
Die katholische Soziallehre schließt an Thomas von Aquin an und fasst das Eigentum als notwendigen Faktor zur Verwirklichung der individuellen Freiheit auf. Auf dem Zweiten Vatikanischen Konzil wurde festgestellt, dass das Privateigentum – auch an den Produktionsmitteln – zur „Selbstdarstellung der Person“ beiträgt und „den unbedingt nötigen Raum für eigenverantwortliche Gestaltung des persönlichen Lebens jedes einzelnen und seiner Familie“ schafft; das Recht auf Eigentum müsse gleichsam „als eine Art Verlängerung der menschlichen Freiheit“ betrachtet werden (Gaudium et spes, Nr. 71)

### Bewertung von Arbeit
Bei der Verteilungsgerechtigkeit geht es darum, ob die begründeten Ansprüche auf Einkommen und Vermögen in einer Gruppe von Menschen (einem Unternehmen, einem Staat, global) so geregelt sind, dass die Beteiligten von einem neutralen Standpunkt aus zustimmen können. Es wird als ungerecht empfunden, wenn jemand einer Vollbeschäftigung nachgeht und der dabei erzielte Lohn nicht das Existenzminimum erreicht, so dass derjenige auf öffentliche Unterstützung angewiesen ist (Kombilohn). Es wird ebenfalls als ungerecht empfunden, wenn ein Manager eines Unternehmens ein Vielfaches des Einkommens eines normalen Arbeiters erhält. Kritikern hieran wird vorgeworfen, sie führten eine „Neid-Debatte“. Diese Extreme kennzeichnen die gesellschaftliche Diskussion um die Themenbereiche Lohngerechtigkeit, Mindestlohn oder Bedingungsloses Grundeinkommen. „Die Ungleichheit der Einkommen führt dahin, dass die Produktion von Luxusprodukten bereits erfolgt, wenn dringende Bedürfnisse von Haushalten mit geringem Einkommen noch Befriedigung verlangen. Hier also bedarf die Verteilung, die sich in der Wettbewerbsordnung vollzieht, der Korrektur“. In den modernen Industriegesellschaften haben sich als klassische Korrektursysteme die Sozialversicherungen, ein progressives Steuersystem sowie verschiedene Formen der direkten Unterstützung (Kindergeld, Sozialgeld) entwickelt. Regelmäßig besteht politische Uneinigkeit über Höhe und Ausmaß der Umverteilung. In der empirischen Gerechtigkeitsforschung wird eine zunehmende Unzufriedenheit mit den bestehenden Einkommen konstatiert. Thema der Wirtschaftsethik ist der Maßstab einer angemessenen Entlohnung und wer diese festlegt. „Die Entscheidung über die Lohnprinzipien ist eine Werteentscheidung. Wichtiger als die absolute Lohnhöhe erscheint die Nachvollziehbarkeit und Fairness des Lohnermittlungsverfahrens und die Offenlegung der zugrunde gelegten Gerechtigkeitsaspekte“ Schlagworte für ein gerechtes Einkommen sind einerseits „Gleicher Lohn für gleiche Arbeit“ (keine Diskriminierungen) oder andererseits „Leistung muss sich lohnen“. Aber auch die Frage der „Bedürfnisse“ spielt eine wesentliche Rolle. Ob ein Einkommen als ausreichend angesehen wird, hängt häufig vom Familienstand und der Anzahl der Kinder ab. Dieser Faktor wird aber in den Entlohnungssystemen der freien Wirtschaft üblicherweise nicht, bestenfalls indirekt berücksichtigt. Im öffentlichen Dienst gibt es hingegen für Kinder Zulagensysteme. Unter Hinweis auf Ergebnisse aus der Gerechtigkeitsforschung kommt Stephan Panter zu dem Schluss: „Der Markt ist eine gute Institution, um den Kuchen zu vergrößern, er ist aber ungeeignet uns über Verteilungsgerechtigkeit „abstimmen“ zu lassen und sie dann auch zu realisieren.“ Kriterien können Gleichheit, Leistung, Ausbildung, Berufserfahrung, das Alter oder der Markt sein. Adam Smith nennt fünf Bestimmungsgründe für die Höhe eines Arbeitsentgeltes:
1. Arbeitsbedingungen (schwer, schmutzig, gefährlich)
2. Qualifikation
3. Saisonabhängigkeit
4. Vertraulichkeit
5. Karrierechancen

Im Falle von Marktanomalien hielt Walter Eucken Mindestlöhne für gerechtfertigt: „Wenn trotzdem antikonjunkturelle Phänomene auf einem Arbeitsmarkt der Wettbewerbsordnung nachhaltig auftreten sollten, würde die Festsetzung von Minimallöhnen akut werden“. Dieses Problem wird nach seiner Einschätzung „allerdings in der Wettbewerbsordnung schon durch die Anwendung der dargestellten Prinzipien wesentlich abgeschwächt und in vielen Fällen gelöst.“ In der modernen politischen Philosophie finden sich die Extrema im Liberalismus, der eine Umverteilung weitgehend ablehnt, und im Egalitarismus, für den eine möglichst weitgehende Gleichverteilung als Ausdruck von Gerechtigkeit anzustreben ist.

### Einbeziehung der Umwelt
Wirtschaftliches Handeln hat immer auch Auswirkungen auf die Umwelt. Der Verbrauch von Ressourcen, die Erzeugung von Emissionen, Fragen der Tierhaltung in der Landwirtschaft, Kernenergie oder Gentechnik sind Gegenstand wirtschaftlichen Handelns und zugleich grundsätzliche Themen ethischer Bewertung. Die Diskussionen verweisen dabei auf Chancen (Umweltnutzen) und Risiken (Umweltbelastungen), die mit neuartigen Technologien verbunden sind. Eine eindringliche Warnung stammt von dem polnischen Schriftsteller Stanislaw Lem:
„Wir sind wie Kinder in einer Wohnung, mit Brennstoffen und Zündern ausgerüstet und von ihren Betreuern verlassen. Die Biotechnik wird sich weiterentwickeln, ungeachtet aller Widerstände. Gesetzgeberische Maßnahmen, die solchen ‚Fortschritt‘ hemmen, werden ohnehin nur in den zivilisierten Ländern greifen. Es werden heftige Kämpfe um die Patentierung des menschlichen und nichtmenschlichen Genoms ausgefochten. Die Züchtung von Menschenersatzteilen – Nieren, Herzen, Muskeln, Gliedmaßen, Lebern – schreitet fort. Die von kirchlichen Würdenträgern hochgehaltene “Würde des Menschen” wird dabei biotechnologisch allmählich überfahren. Stattdessen wird es viele Monstrositäten geben, transgene Horrorwesen. Um mit einer Metapher zu sprechen: Der schreckliche, demiurgische Geist wird sich in keiner legislativ entworfenen “Flasche” verschließen lassen.“
Die Kritik des Fortschrittsglaubens hatte einen wesentlichen Impuls in der Studie über die Grenzen des Wachstums des Club of Rome. Die Empörung über die Nichtbeachtung der ökologischen Folgen wirtschaftlichen Handelns hat mit entsprechenden Umweltverbänden und Parteien zu einer Veränderung der politischen Landschaft insbesondere in Europa geführt. Die Frage der Zukunftsfähigkeit der menschlichen Gesellschaft unter Stichwörtern wie Klimakatastrophe, Artenvielfalt, Peak Oil, Ozonloch, Waldsterben etc. ist offen. Pessimistischen Einschätzungen steht die Überzeugung der Beherrschbarkeit durch technologische Innovationen gegenüber.
Eine Postwachstumsökonomie, die auf absolute Reduktion von Stoffdurchsätzen und BIP drängt und die "neue Bedürfnisse" anstelle des Konsumbedürfnisses setzen will, steht einem "Green New Deal" gegenüber, der auf nachhaltiges Wachstum durch neue Techniken setzt. Beide Modelle haben Schwächen, die sich vielleicht durch eine Ausdehnung des Cap and Trade Systems vom Emissionshandel auf die Gesamtwirtschaft beheben lassen ("absolute-border-economy"), was etwa B. Gesang im Rahmen einer utilitaristischen Wirtschaftsethik vertritt. (Bernward Gesang: "Wirtschaftsethik und Menschenrechte" Mohr-Siebeck, UTB, Tübingen 2016, Kpt 3.)
Umweltkatastrophen wie Bhopal, Brent Spar, Amoco Cadiz und Tschernobyl haben die öffentliche Wahrnehmung und die Unterstützung des Anliegens der Umweltbewegung deutlich verstärkt. Schrittweise hat sich die Ansicht durchgesetzt, dass nachhaltiges Wirtschaften ein ethisch erstrebenswertes Ziel ist, das auch zunehmend zum mitgeltenden Maßstab ökonomischer Entscheidungen wird.
Ein neuer Impuls für die umweltethische Bewertung wirtschaftlichen Handelns entstand durch die Idee der Umweltgerechtigkeit, die ihre Quellen insbesondere in der Environmental-Justice-Bewegung in den USA hat. Ursprünglich ging es darum, dass unterschiedliche gesellschaftliche Gruppen regional und sozial unterschiedlich mit Umweltverschmutzungen belastet wurden. Daraus folgte im zweiten Schritt die Forderung, dass alle Betroffenen bei umweltrelevanten Entscheidungen auch an diesen teilhaben sollen.

### Unternehmensethik
Die Unternehmensethik ist ein eigenständiger Bereich der Wirtschaftsethik, der sich mit der Frage, welchen moralischen Wertvorstellungen Unternehmen genügen sollten, befasst. Dabei gibt es zum einen die Perspektive der Beziehungen des Unternehmens zur Gesellschaft. Hier stehen Fragen nach dem Beitrag der Produkte zum Gemeinwohl (kritisch z. B. Kernenergie, Waffen, ökologisch bedenkliche Produkte), der Umweltbelastung durch die Produktion, der Fairness gegenüber den Sozialpartnern (Shareholder Value versus Stakeholder Value) oder die Rolle im Rahmen der Globalisierung im Vordergrund. Zum anderen wird auch ein ethisches Verhalten innerhalb des Unternehmens gefordert in Hinblick auf die Führungsprinzipien, Zulassung von Mitbestimmung, Zahlung fairer Löhne, menschenwürdige Arbeitsbedingungen etc.
Der Anspruch der Gesellschaft an ein Unternehmen folgt dem Leitbild des ehrbaren Kaufmanns. Dabei wird deutlich neben der Legalität auch die Legitimität, also neben der Einhaltung der rechtlichen Bestimmungen auch eine angemessene Berücksichtigung moralischer Normen gefordert. Subunternehmer mit Billiglöhnen, Wucher, Bilanzmanipulationen, Massenentlassungen, Werksverlagerungen ins Ausland führen zu Protesten und zu Imageverlusten. Selbst erfolgreiche Wachstumsentwicklungen mit hohen Gewinnen werden als Übervorteilung der Sozialpartner kritisiert, wenn nicht auf diese in besonderem Maße Rücksicht genommen wird. Besonders in der Kritik stehen Investmentgesellschaften, die Firmen erwerben, um kurzfristig Ergebnisse hochzutreiben und durch Ausschüttungen überdurchschnittliche Gewinne zu erzielen (Heuschreckendebatte), aber auch Kapitalanlagegesellschaften, deren Bezug zur Realwirtschaft kaum noch gegeben ist.
Heinrich Pesch stellte bereits 1918 fest: „Und stillt etwa der in der Hand einzelner sich häufende Reichtum die Begierde? Die Menschen werden, je mehr sie erworben haben, immer habgieriger, immer rücksichtsloser, immer skrupelloser“. Viele Unternehmen versuchen dem entgegenzuwirken und haben Programme zur gesellschaftlichen Verantwortung (Corporate Social Responsibility) oder aktiven Teilhabe an der Zivilgesellschaft (Corporate Citizenship) in ihre Organisation aufgenommen. Eine solche Haltung wird unter anderem von den Vereinten Nationen mit dem Programm Global Compact aktiv gefördert. Eine Methode, das Gewinnstreben Einzelner von den unternehmerischen Entscheidungen zu entkoppeln, ist das sogenannte Verantwortungseigentum.

### Konsumentenethik
In den letzten Jahrzehnten des zwanzigsten Jahrhunderts ist das Bewusstsein immer mehr gewachsen, dass der Konsument durch sein Verbraucherverhalten Einfluss auf die Wirtschaft und auf die von dieser realisierten Werte nehmen kann. Eine frühe Aktion entstand in der Anti-Apartheid-Bewegung mit einem von den Apartheidsgegnern angeregten Früchteboykott. Mit dem gleichen Verständnis wurden Eine-Welt-Läden gegründet, die sich durch den Verkauf von Waren aus Entwicklungsländern gegen Ausbeutung in der Handelskette und für faire Preise der Hersteller einsetzen. Hieraus ist eine breite Bewegung des Fair Trade entstanden. Ebenfalls ethisch motiviert sind die Hersteller von Bioprodukten im Bereich der Landwirtschaft, die trotz höherer Preise zunehmend Marktanteile gewinnen, weil die Käufer in ihrem Verhalten einen Beitrag zur Nachhaltigkeit sehen. Weitere Themen in diesem Bereich sind das Energiesparen oder nachhaltige Geldanlagen.

### Finanzmarktethik
Nicht erst seit Aufkommen der Finanzkrisen gilt der Finanzwirtschaft ein besonderes – vor allem kritisches – Interesse der Moralphilosophen. Bereits Aristoteles geißelt die Zinsnahme als eine "unnatürliche Erwerbskunst". Schon seit der Antike wird die Finanzwirtschaft zudem als unnatürlicher Gegenpol der Realwirtschaft charakterisiert. Frühe Belege dafür finden sich in der Bibel, z. B. in Johannes 2,13–16 (Vertreibung der Geldwechsler aus dem Tempel). Sowohl der Marxismus als auch der Nationalsozialismus bedienten sich diese Vorbehalte. Erst in jüngerer Zeit wird die positive Bedeutung der Finanzwirtschaft für die Ethik gewürdigt. Der deutsche Soziologe Paul Windolf hebt in diesem Zusammenhang vor allem die Regulierungsfunktion der Börse hervor und beschreibt, wie Unternehmen durch sinkende Aktienkurse abgestraft werden, wenn sie gegen Corporate-Governance-Richtlinien verstoßen.

## Vorgeschichte und Entstehung
Als erster Sozialwissenschaft gelingt es der Wirtschaftswissenschaft sich im 19. Jahrhundert, nach dem Vorbild der Naturwissenschaften aus der spätmittelalterlichen Moralphilosophie zu emanzipieren. Sie etabliert sich als autonome Ökonomik. Seitdem stehen Ethik und Wirtschaftswissenschaft als einander entfremdete Denktraditionen in einem disziplinären Nicht-Verhältnis: Die Ökonomie stützt sich auf eine ausschließlich an Effizienz ausgerichtete ökonomische Rationalität. Fragen der Menschen- und Umweltgerechtigkeit sind in die Sphäre einer außerökonomischen Ethik verwiesen. An dieser Zwei-Welten-Konzeption von Ethik und Ökonomie entzündet sich das konstitutive Grundproblem einer modernen Wirtschaftsethik: Wie lässt sich die ökonomische Rationalität mit der ethisch-praktischen Vernunft systematisch vermitteln?
An der Universität Münster gab es seit den 1920er Jahren unter Heinrich Weber und seit 1951 unter Joseph Höffner Ansätze, Wirtschaftswissenschaft und philosophisch begründete Wirtschaftsethik zu verknüpfen. Diese Professoren waren in beiden Wissenschaftsdisziplinen promoviert und hatten in beiden Fakultäten Lehrbefugnis und Promotionsrecht. Heinrich Weber kann als Vorläufer des Ordoliberalismus gelten und Joseph Höffner hatte als Schüler von Walter Eucken einen starken Bezug zum Ordoliberalismus. Das disziplinäre Nichtverhältnis ist weder notwendig noch wissenschaftsgeschichtlich durchgehend festzustellen. Des Weiteren tat sich die Universität Witten/Herdecke hervor bei der Förderung wissenschaftlicher Talente auf dem Gebiet Wirtschaftsethik.
Wirtschaftsethische Reflexion lässt sich ideen- und theoriegeschichtlich bis auf die Einheit von Ethik, Politik und Ökonomie bei Aristoteles zurückverfolgen. Auch schulische Studien, die ökonomische Klassik, deren Hauptvertreter wie Adam Smith aus der Moralphilosophie stammen, der Methodenstreit in Deutschland und Max Weber sind als Wegmarken in der Vorgeschichte der heutigen Diskussion anzuführen. Außerdem ist der im deutschen Sprachraum beheimatete Ordoliberalismus zu nennen. Aus dem Blickwinkel der vorherrschenden Richtung der Wirtschaftswissenschaft (Neoklassik, Mainstream) sind das jedoch Randphänomene, die dem ökonomischen Selbstverständnis nach außerhalb des ökonomischen Bezugsrahmens argumentieren. Zu den wenigen Ökonomen, die sowohl als herausragende Wirtschaftswissenschaftler als auch Wirtschaftsethiker gelten, gehört Frank Knight, der als Begründer der Chicago-Schule in die Theoriegeschichte eingegangen ist und zugleich bereits eine scharfe Markt- und Wettbewerbskritik formuliert. Weiter dürfen aber auch nicht die Nobelpreisträger Friedrich August von Hayek oder James M. Buchanan vergessen werden.
Seit Mitte der 1980er Jahre ist das Interesse an der Wirtschaftsethik wiedererwacht. Stichworte wie Shareholder Value, zunehmende Umweltzerstörung oder wachsende Massenarbeitslosigkeit werfen die Frage nach den normativen Grundlagen des Wirtschaftens auf. Wirtschaftsethik kommt als Krisenreflexion auf den Weg. Wesentliche Impulse für die Wiederentdeckung der Wirtschaftsethik gingen vom Verein für Socialpolitik, kirchlichen Akademien und verschiedenen Universitäten aus. Arbeitsgruppen, Diskussionsforen, Buchreihen, akademische Verbände, Seminare und Vorlesungen lassen die Wirtschaftsethik seit etwa 1990 zu einem eigenen Forschungs- und Lehrgebiet heranwachsen.

## Einzelne Ansätze

### Karl Homann: Ethik mit ökonomischer Methode
Karl Homann und seine Schüler, darunter insbesondere Andreas Suchanek, Ingo Pies und Christoph Lütge, begründen ihr Konzept einer Wirtschaftsethik auf der Analyse von Dilemmasituationen wie dem Gefangenendilemma, da diese das zentrale Charakteristikum der modernen Gesellschaft darstellen. Zur Analyse bedienen sie sich dabei der ökonomischen Methode, wobei hier aber im Gegensatz zum traditionellen Verständnis nicht die Knappheit im Vordergrund steht, sondern Interaktionen. Homann u. a. gehen folglich nicht von der Möglichkeit einer technischen Lösung aus. Ihrer Ansicht nach ist in einer modernen, arbeitsteiligen Welt der institutionalisierte Wettbewerb, d. h. der Wettbewerb unter Spielregeln, der Ansatzpunkt, um erwünschte Ziele zu realisieren.
In einer modernen Welt sind die Spielregeln, also die Rahmenbedingungen, der systematische Ort der Moral. Hingegen kann der Versuch, Moral durch Appelle implementieren zu wollen, systematisch scheitern, wenn die Adressaten dieser Appelle ihnen nur nachkommen könnten, indem sie gegen ihre eigenen Interessen verstoßen. Erstens werden hier die empirischen Bedingungen der Implementierbarkeit von Moral nicht berücksichtigt, was zu unangemessenen Forderungen, also zu normativistischem Fehlschluss führe. Zweitens gebiete es die Würde des Menschen, diesen vor der Zumutung zu bewahren, systematisch gegen seine eigenen Interessen verstoßen zu sollen.
Daher müssen die Anreizwirkungen der Rahmenbedingungen so gestaltet werden, dass individuelles Handeln von Akteuren zu einem gesellschaftlich erwünschten Zustand führt. Aufgabe der Wirtschaftsethik im obigen Sinne sei es daher, Institutionen so zu gestalten, dass sie Anreizwirkungen entfalten, welche die Menschen in die Lage versetzen, freiwillig und zum gegenseitigen Vorteil interagieren zu können und damit die Dilemmasituation zu überwinden. Eine prägnante Zusammenfassung liefern Homann u. a. selbst: „Der systematische Ort der Moral in einer Marktwirtschaft ist die Rahmenordnung.“ bzw. „Die Effizienz in den Spielzügen, die Moral in den Spielregeln.“

### Peter Ulrich: integrative Wirtschaftsethik
Mit der „integrativen Wirtschaftsethik“ eröffnet Peter Ulrich ein diskursethisch fundiertes Gegenkonzept zum Mainstream. Die integrative Wirtschaftsethik aktualisiert dabei klassische Positionen in der ökonomischen Theoriegeschichte, auf die sie sich auch explizit bezieht. „Hauptaufgabe der integrativen Wirtschaftsethik sei: Die Ökonomismuskritik, die Sicherstellung des Vorrangs der Politik vor der Ökonomik sowie der Ausbau der ökonomischen Rationalität zum Konzept der Lebensdienlichkeit“.
Peter Ulrich, der als einer der prominentesten Kritiker Homanns gilt, merkt dazu an: „Wie in weiten Teilen ökonomischer Theorie der Politik, werde bei Homann […] demokratische Legitimation kategorial auf Pareto-Effizienz verkürzt; ethische Legitimität reduziert sich auf strategische Akzeptanz; der demokratische Gesellschaftsvertrag wird als generalisierter Vorteilstausch und damit als Tauschgeschäft interpretiert (Tauschgeschäft). Innerhalb dieses methodologischen normativen Individualismus, deckt sich demnach Pareto-Effizienz mit dem Legitimitätserfordernis des Konsenses“.
„Mit einem politisch-philosophischen fundierten Verständnis von (republikanisch-deliberativer) Demokratie hat eine so ansetzende ökonomische Konzeption Demokratischer Ordnungspolitik nichts zu tun. Hinter der Konstitutionellen Ökonomik Homanns kommt vielmehr eine ökonomische Reduktion Demokratischer Politik auf rein ökonomische Logik zum Vorschein“.
Die Rahmenordnung des Marktes sei – entgegen Homanns ordnungsethischen Prinzips, welche die Effizienz in den Spielzügen, die Moral in den Spielregeln sieht – nicht systematischer Ort der Moral. „Genau genommen, ist die Rahmenordnung vielmehr Ort der Moralimplementierung. Gedanklicher Ort der Moralbegründung ist die unbegrenzte Öffentlichkeit aller mündigen Bürger“. Ulrich kennzeichnet hier einen Kategorienfehler innerhalb Homanns Theorie.
Ein weiterer entscheidender Einwand an Homann betrifft den ökonomischen Begründungszirkel der Rahmenordnung. „Die Rahmenordnung des Marktes, die diesen legitimieren soll, wird letztlich selbst wiederum unter dem rein wirtschaftlichen Gesichtspunkt der Markteffizienz begründet.“ Ulrich kennzeichnet dies innerhalb seiner Ausführungen als ordnungspolitischen Ökonomismus.
Den methodologischen Individualismus, der innerhalb Homanns Konzeption zum Vorschein komme, könne man auch als methodischen Zynismus charakterisieren. „Die Subjekte geben ihre Willensfreiheit gleichsam in der Garderobe ab, bevor sie als Homines oeconomici, die nicht anders können als erwerbsorientiert zu denken und zu handeln, die Bühne des Freien Marktes betreten“.
„Der Zynismus beginnt mit dem Gedankenexperiment, ob ein institutionelles Arrangement auch im ‚schlechtesten Fall‘, wenn sich alle Individuen als strikt eigennützig agierende Homines oeconomici verhalten würden, noch ‚funktioniert‘ (H-O-Test), und überhöht ihn in der Normativen Wendung dieses worst case zum Prinzip der guten Gesellschaftsgestaltung.“
„Hinter dem methodologischen worst-case-Interesse als vorwissenschaftliches, erkenntnisleitendes Interesse, kommt ein radikaler normativer Individualismus zum Vorschein: Es geht um das praktische Ziel, die Individuen möglichst restlos von moralischen Ansprüchen zu entlasten, damit sie ihr unterstelltes Bedürfnis nach strikter Eigennutzmaximierung (vulgärpsychologischer Hedonismus) ausleben dürfen. Der modellinterne schlechteste Fall (worst case) entpuppt sich als der modellexterne, für die Gestaltung der Gesellschaft intendierte, beste Fall“.
„Der Methodische Ökonomismus erweise sich somit vor allem, als eine Methode des Abbruchs der Reflexion auf die Legitimität der handlungsleitenden Zwecke und Interessen“. „Die durch den Ökonomischen Determinismus zum alleinigen Rationalitätskriterium erhobenen funktionalen Bedingungen des real existierenden Wirtschaftssystems, fungieren im Sachzwangdenken als geistiger Schließmechanismus des wirtschaftsethischen Diskurses“.
„Ob die Sachzwänge des marktwirtschaftlichen Systems als Gesellschaftsordnung (Marktgesellschaft) herrschen oder ob es eine ihn beherrschende und kontrollierende Gesellschaftsordnung gibt (Primat der Politik vor der Logik des Marktes), ist als praktische Frage des politischen Willens zu begreifen. Absolute Sachzwänge des Marktes, losgelöst von lebensweltlichen Vorgaben, existierten nicht“.
„Alle wirksamen Sachzwänge sind letztlich als Moment einer politisch von irgendjemandem gewollten und durchgesetzten Wirtschafts- und Gesellschaftsordnung zu verstehen. Das bedeutet, dass alle Sachzwänge, die nicht naturgesetzlich determiniert sind, institutionalisierte Normenzwänge sind, die grundsätzlich in Frage gestellt werden können“.
„Die Sachzwangproblematik wirtschaftsethisch ernst zu nehmen hieße, sich nicht mit einem Reflexionsstopp vor den vorgefundenen empirischen Bedingungen der Selbstbehauptung jedes Wettbewerbsteilnehmers zu begnügen, sondern dem sich naturwüchsig entfaltenden Eigensinn der ökonomischen Systemdynamik, beharrlich auf den dahinter liegenden normativen Grund zu leuchten und ihn ethisch-kritischer Argumentation zugänglich zu machen“.
„Der Versuch der strikten Lokalisierung der Moral in der Rahmenordnung und die restlosen Entlastung der Wirtschaftssubjekte von Moralzumutungen nicht nur im Markt, sondern auch in ihren politischen Strategien, bricht in sich zusammen und mit ihm das ordnungsethische Prinzip, […] die Effizienz in den Spielzügen, die Moral in den Spielregeln“.

### Gegenüberstellung der kontroversen Aussagen
Ulrichs Kritik an Homann stellt eine Verkürzung dessen Theorie dar. Homann ist keinesfalls der Ansicht, dass die Moral nur in der Rahmenbedingung liege. Auch in Homanns Konzept bleibt den Unternehmen Raum für moralisches Handeln. Dies ergibt sich aus der prinzipiell unvollkommenen Rahmenordnung. Nur im gedachten Idealfall kann die Rahmenordnung die Individuen vollständig von moralischen Anforderungen entlasten. Die Unvollkommenheit der Rahmenordnung bezieht sich dabei allerdings nicht allein auf „noch nicht geregeltes“. Es können auch gültige und anerkannte Gesetze etwa in ihrer Durchsetzung zu kostspielig sein.
Auch Ulrich fordert (im Bewusstsein der Unvollkommenheit) die Rahmenordnung zur Moralentlastung (nicht -befreiung!) der Individuen. Worin besteht also der grundsätzliche Unterschied zwischen Homanns und Ulrichs Konzeption?
Bei Homann findet an entscheidender Stelle ein Reflexionsabbruch statt. Zwar sollen Unternehmen (bzw. Unternehmer!) die Rahmenordnung einer kritischen Reflexion unterziehen, um so die Defizite zu erkennen, und diese durch individuelle moralische Bemühungen zu kompensieren. Allerdings endet bei Homann die Pflicht der Reflexion unmittelbar vor dem neoliberalen Paradigma der Gewinnmaximierung von Unternehmen und der nun nicht mehr zu hinterfragenden Prämisse, der Markt sei der beste Ort der Handlungskoordination in der Gesellschaft: Langfristige Gewinnmaximierung wird zur „sittlichen Pflicht der Unternehmen“. Abgesehen von der Trivialität, dass die Quantität der Gewinne nicht von der ethischen Qualität ihrer Realisierung abzulösen ist, findet bei Homann keine Auseinandersetzung mit der Frage statt, in welchen Bereichen das Prinzip der Marktkoordination tatsächlich die beste Lösung ist. Homanns auf – nach dieser Ansicht – neoliberalen Prämissen basierender wirtschaftsethischer Ansatz greift insofern zu kurz.
Nach einer anderen Lesart ist die Beobachtung von Ulrich, Homann reduziere Legitimation systematisch auf Pareto-Verbesserungen (nicht: -Effizienz), durchaus richtig. Denn Homann nimmt an, dass Werte oder Universalien wie „Legitimität“, „Gerechtigkeit“, (Willens-) „Freiheit“ oder „das Gute“ nicht etwa real existieren und erkannt werden könnten, sondern dass Menschen sich diese Wörter lediglich als Instrumente bzw. als Heuristik zur Lösung realweltlicher Probleme ausgedacht haben. Da alle realweltlichen Probleme aus Sicht der Betroffenen letztlich Kostenprobleme darstellen, dürften sich „Werte“, die nicht auf das Kosten-Nutzen-Kalkül von Menschen zurückgeführt werden könnten, zur Lösung solcher Probleme regelmäßig als unzweckmäßig erweisen. Folglich haben Werte für Homann „grundsätzlich hypothetischen Charakter“ (d. h., sie können getestet und falsifiziert werden), womit „die dogmatische Vorstellung von der sakrosankten Werte-Welt […] endgültig zerstört“ sei. Es sei die Aufgabe einer neuen „Wertewissenschaft“, dysfunktionale Werte funktional umzudefinieren, um sie aus Sicht aller Menschen, denen eine solche Wertewissenschaft sie empfehlen würde, wertvoller zu machen. Ulrich argumentiert dagegen, dies sei zwar schlüssig gedacht, aber keine „Ethik“, weil „moralfrei“.
Viel Verwirrung scheint der unterschiedliche Gebrauch des Normativitätsbegriffs in beiden Schulen zu stiften. Zur Unterscheidung: Ulrich möchte gern Handlungen oder Zustände anhand eines diskursethisch letztbegründeten „moral point of view“ beurteilen, während Homann in der Tradition des Kritischen Rationalismus Letztbegründungen für unmöglich oder unwahrscheinlich hält. Deshalb ist es ein methodologisches Missverständnis, wenn Homanns sogenannte „neoliberale Prämissen“ als „Reflexionsabbruch“ gedeutet werden. Denn bei diesen „Prämissen“ handelt es sich lediglich um technische Modellannahmen, die man auch anders treffen könnte, wenn man denn meint, damit zu empirisch-praktisch relevanteren Ergebnissen kommen zu können. In der Homann-Schule wird also versucht, eine rein hypothetische Normativität in Form neuer Begriffe und Nominaldefinitionen zu produzieren, welche sich auf die Praxis Pareto-superior auswirken „sollen“. Das bedeutet nicht, dass dies im Ulrich-Sinne deontologisch „gesollt“ sei, denn eine aus irgendetwas (bei Ulrich und K. O. Apel: aus der Fähigkeit des Menschen, zu sprechen) letzbegründete „moralische Pflicht“ existiert ja aus Homanns vertragstheoretischer Perspektive gar nicht (oder kann nicht erkannt werden, selbst wenn sie existierte). Folglich nennt Homann den Ansatz – nach dieser Lesart – ökonomische „Ethik“ nicht etwa deshalb, weil es ihm dabei um die Begründung moralischer Pflichten (im Sinne einer deontologisch angelegten Ethik) ginge, sondern weil es ihm dabei um die semantische Ausrichtung sozialwissenschaftlicher Theoriebildung auf die Entdeckung wechselseitiger Besserstellungspotentiale (im Sinne einer vertragstheoretisch angelegten Ethik) geht.
Michael Aßländer und Hans G. Nutzinger weisen auf die Problematik zweier an sich weiterführender Überlegungen Homanns hin: Seine Betonung adäquater Ordnungs- und Anreizstrukturen für die (empirische) Gültigkeit moralischer Normen ist ein wichtiger ordnungspolitischer Gestaltungshinweis, der aber theoretisch und praktisch überzogen wird, wenn die Richtigkeit einer Moral nur an die Möglichkeit ihrer Implementierung und die Wahrscheinlichkeit ihrer Durchsetzung geknüpft wird, denn dann würde ja im Umkehrschluss gelten, dass „jede Moral, solange sie nur durchsetzbar ist, per se legitimiert [wäre], also auch die einer Mafia.“ Zudem heben sie hervor, dass die von Homann vorgenommene Ausweitung des Vorteilsbegriffs zwar zu Erkenntnisgewinnen in zuvor nicht analysierten, scheinbar „außerwirtschaftlichen“ Problemkontexten führen kann, dass sie aber andererseits die von Homann nicht thematisierte Gefahr der unzulässigen Verallgemeinerung, des Verlustes an begrifflicher Schärfe und damit der Tautologisierung heraufbeschwört.
Weitere wichtige Ansätze der Wirtschaftsethik im deutschsprachigen Raum stammen von Peter Koslowski, Josef Wieland, Bernward Gesang sowie Horst Steinmann und Albert Löhr.